# Copa América 1999
Die Copa América 1999 war die 39. Ausspielung der südamerikanischen Kontinentalmeisterschaft im Fußball und fand vom 29. Juni bis 18. Juli zum ersten Mal in Paraguay statt. Wie seit dem Turnier 1993 nahmen wieder zwei nicht südamerikanische Gastmannschaften teil. Dies waren mit Japan erstmals ein Team aus Asien und zum vierten Mal Mexiko. Im Gegensatz zu den anderen Nationalmannschaften, spielte für Uruguay eine Juniorenauswahl.
Am Austragungsmodus änderte sich nichts. Gespielt wurde in einer Kombination aus Gruppenphase und anschließender K.-o.-Runde. Die Gruppenphase wurde in drei Gruppen zu je vier Mannschaften gespielt. Das Viertelfinale erreichten die beiden besten Mannschaften jeder Gruppe sowie die zwei besten Drittplatzierten. Bei Punktgleichheit entschied das Torverhältnis. In der Finalrunde gab es bei unentschiedenen Spielstand nach 90 Minuten keine Verlängerung, sondern gleich ein Elfmeterschießen. Titelverteidiger Brasilien musste wie gehabt bereits in der Gruppenphase antreten. Bis auf zwei Ausnahmen wurden alle Spiele der Gruppenphase und ein Viertelfinale im Rahmen von Doppelveranstaltungen jeweils an einem Tag im gleichen Stadion ausgetragen.
Brasilien verteidigte seinen Titel von 1997, gewann alle seine sechs Spiele und damit zum insgesamt sechsten Mal die Copa América. Durch diesen Sieg war Brasilien als Vertreter Südamerikas für den FIFA-Konföderationen-Pokal 2001 qualifiziert.

## Spielorte
| Asunción |

| Ciudad del Este |

| Luque |

| Pedro Juan Caballero |

| Asunción |

| Ciudad del Este |

| Luque |

| Pedro Juan Caballero |

## Gruppenphase

### Gruppe A
| Pl. | Land     | Sp. | S | U | N | Tore    | Diff. | Punkte |
| --- | -------- | --- | - | - | - | ------- | ----- | ------ |
| 1.  | Paraguay | 3   | 2 | 1 | 0 | 005:000 | +5    | 07     |
| 2.  | Peru     | 3   | 2 | 0 | 1 | 004:300 | +1    | 06     |
| 3.  | Bolivien | 3   | 0 | 2 | 1 | 001:200 | −1    | 02     |
| 4.  | Japan    | 3   | 0 | 1 | 2 | 003:800 | −5    | 01     |

|                                                            |   |          |           |
| 29. Juni 1999 in Asunción (Estadio Defensores del Chaco)   |   |          |           |
| Peru                                                       | – | Japan    | 3:2 (0:1) |
| Paraguay                                                   | – | Bolivien | 0:0       |
| 2. Juli 1999 in Asunción (Estadio Defensores del Chaco)    |   |          |           |
| Peru                                                       | – | Bolivien | 1:0 (0:0) |
| Paraguay                                                   | – | Japan    | 4:0 (2:0) |
| 5. Juli 1999 in Pedro Juan Caballero (Estadio Río Paraití) |   |          |           |
| Bolivien                                                   | – | Japan    | 1:1 (0:0) |
| Paraguay                                                   | – | Peru     | 1:0 (0:0) |

### Gruppe B
| Pl. | Land      | Sp. | S | U | N | Tore    | Diff. | Punkte |
| --- | --------- | --- | - | - | - | ------- | ----- | ------ |
| 1.  | Brasilien | 3   | 3 | 0 | 0 | 010:100 | +9    | 09     |
| 2.  | Mexiko    | 3   | 2 | 0 | 1 | 005:300 | +2    | 06     |
| 3.  | Chile     | 3   | 1 | 0 | 2 | 003:200 | +1    | 03     |
| 4.  | Venezuela | 3   | 0 | 0 | 3 | 001:130 | −12   | 0      |

|                                                                   |   |           |           |
| 30. Juni 1999 in Ciudad del Este (Estadio Antonio Oddone Sarubbi) |   |           |           |
| Mexiko                                                            | – | Chile     | 1:0 (0:0) |
| Brasilien                                                         | – | Venezuela | 7:0 (2:0) |
| 3. Juli 1999 in Ciudad del Este (Estadio Antonio Oddone Sarubbi)  |   |           |           |
| Chile                                                             | – | Venezuela | 3:0 (2:0) |
| Brasilien                                                         | – | Mexiko    | 2:1 (2:0) |
| 6. Juli 1999 in Ciudad del Este (Estadio Antonio Oddone Sarubbi)  |   |           |           |
| Mexiko                                                            | – | Venezuela | 3:1 (3:0) |
| Brasilien                                                         | – | Chile     | 1:0 (1:0) |

### Gruppe C
| Pl. | Land        | Sp. | S | U | N | Tore    | Diff. | Punkte |
| --- | ----------- | --- | - | - | - | ------- | ----- | ------ |
| 1.  | Kolumbien   | 3   | 3 | 0 | 0 | 006:100 | +5    | 09     |
| 2.  | Argentinien | 3   | 2 | 0 | 1 | 005:400 | +1    | 06     |
| 3.  | Uruguay     | 3   | 1 | 0 | 2 | 002:400 | −2    | 03     |
| 4.  | Ecuador     | 3   | 0 | 0 | 3 | 003:700 | −4    | 0      |

|                                                        |   |             |           |
| 1. Juli 1999 in Asunción (Estadio General Pablo Rojas) |   |             |           |
| Kolumbien                                              | – | Uruguay     | 1:0 (1:0) |
| 1. Juli 1999 in Luque (Estadio Feliciano Cáceres)      |   |             |           |
| Argentinien                                            | – | Ecuador     | 3:1 (1:0) |
| 4. Juli 1999 in Luque (Estadio Feliciano Cáceres)      |   |             |           |
| Uruguay                                                | – | Ecuador     | 2:1 (0:0) |
| Kolumbien                                              | – | Argentinien | 3:0 (1:0) |
| 7. Juli 1999 in Luque (Estadio Feliciano Cáceres)      |   |             |           |
| Kolumbien                                              | – | Ecuador     | 2:1 (2:0) |
| Argentinien                                            | – | Uruguay     | 2:0 (1:0) |

### Drittplatzierte
| Pl. | Land     | Sp. | S | U | N | Tore    | Diff. | Punkte |
| --- | -------- | --- | - | - | - | ------- | ----- | ------ |
| 1.  | Chile    | 3   | 1 | 0 | 2 | 003:200 | +1    | 03     |
| 2.  | Uruguay  | 3   | 1 | 0 | 2 | 002:400 | −2    | 03     |
| 3.  | Bolivien | 3   | 0 | 2 | 1 | 001:200 | −1    | 02     |

## Viertelfinale
|                                                                   |   |             |                      |
| 10. Juli 1999 in Asunción (Estadio Defensores del Chaco)          |   |             |                      |
| Mexiko                                                            | – | Peru        | 3:3 (2:3), 4:2 i. E. |
| 10. Juli 1999 in Asunción (Estadio Defensores del Chaco)          |   |             |                      |
| Uruguay                                                           | – | Paraguay    | 1:1 (0:1), 5:3 i. E. |
| 11. Juli 1999 in Luque (Estadio Feliciano Cáceres)                |   |             |                      |
| Chile                                                             | – | Kolumbien   | 3:2 (1:2)            |
| 11. Juli 1999 in Ciudad del Este (Estadio Antonio Oddone Sarubbi) |   |             |                      |
| Brasilien                                                         | – | Argentinien | 2:1 (1:1)            |

## Halbfinale
|                                                                   |   |        |                      |
| 13. Juli 1999 in Asunción (Estadio Defensores del Chaco)          |   |        |                      |
| Uruguay                                                           | – | Chile  | 1:1 (1:0), 5:3 i. E. |
| 14. Juli 1999 in Ciudad del Este (Estadio Antonio Oddone Sarubbi) |   |        |                      |
| Brasilien                                                         | – | Mexiko | 2:0 (2:0)            |

## Spiel um Platz 3
|                                                          |   |       |           |
| 17. Juli 1999 in Asunción (Estadio Defensores del Chaco) |   |       |           |
| Mexiko                                                   | – | Chile | 2:1 (1:0) |

## Finale
|                                                          |   |         |           |
| 18. Juli 1999 in Asunción (Estadio Defensores del Chaco) |   |         |           |
| Brasilien                                                | – | Uruguay | 3:0 (2:0) |

## Beste Torschützen
| Rang | Spieler              | Tore |
| ---- | -------------------- | ---- |
| 1    | Rivaldo              | 5    |
|      | Ronaldo              | 5    |
| 3    | Amoroso              | 4    |
| 4    | Martín Palermo       | 3    |
|      | Iván Zamorano        | 3    |
|      | Luis Hernández       | 3    |
|      | Miguel Ángel Benítez | 3    |
|      | Roque Santa Cruz     | 3    |
|      | Marcelo Zalayeta     | 3    |